# Friedrich Cramer (Mediziner)
Friedrich Wilhelm Cramer (geboren am  19. Oktober 1847 in Wiesbaden; gestorben am 20. Februar 1903 ebenda)
war ein deutscher Chirurg.

## Leben
Friedrich Cramers Vater war der Wiesbadener Zahnarzt Wilhelm Cramer. Nach dem Besuch des Gymnasiums in Wiesbaden nahm Friedrich Cramer im Frühjahr 1866 ein Studium an der Philipps-Universität Marburg auf. Im Herbst desselben Jahres wechselte er an die Julius-Maximilians-Universität Würzburg, wo er 1868 das Physikum bestand. Im Herbst 1868 ging er an die Rheinische Friedrich-Wilhelms-Universität Bonn, wo er noch drei Semester studierte. 1870 wurde er in Bonn zum Dr. med. promoviert. Nach Cramer benannt sind die 1887 von ihm entwickelte Alu-Polsterschiene und die hintere Arthrorise (Sperrung der Gelenkbeweglichkeit) vom oberen Sprunggelenk.